# UFC Fight Night: Mir vs. Duffee
UFC Fight Night: Mir vs. Duffee è stato un evento di arti marziali miste tenuto dalla Ultimate Fighting Championship svolto il 15 luglio 2015 al Valley View Casino Center di San Diego, Stati Uniti.

## Retroscena
Nel main event della card si sfidarono, nella categoria dei pesi massimi, l'ex campione dei pesi massimi UFC Frank Mir e Todd Duffee.
Bobby Green doveva affrontare Al Iaquinta. Tuttavia, il 17 giugno, Green venne rimosso dalla card a causa di un infortunio per poi venir sostituito dall'ex campione dei pesi leggeri WEC e Strikeforce Gilbert Melendez. Il 6 luglio, venne annunciato che Melendez risultò positivo a metaboliti di testosterone di origine esogena nei test effettuati per l'evento UFC 188. Melendez negò l'assunzione di tali sostantze, ma nonostante ciò venne sospeso per un anno. A seguito della sospensione il match contro Iaquinta venne cancellato del tutto, con entrambi gli atleti rimossi dalla card.
L'incontro dei pesi piuma tra Rani Yahya e Masanori Kanehara, organizzato per UFC Fight Night 70, venne posticipato per questo evento a causa dei problemi avuti con il rilascio del visto d'ingresso per gli Stati Uniti.
Edgar Garcia avrebbe dovuto affrontare Andrew Craig. Tuttavia, Garcia subì un infortunio e venne rimpiazzato dal nuovo arrivato Lyman Good.
Doo Ho Choi, che doveva affrontare Sam Sicilia,  venne rimosso dalla card alla fine di giugno per essere in seguito sostituito da Yaotzin Meza.

## Risultati
|                  | Divisione       |                  |                 |                   | Metodo                                      | Round           | Tempo           | Premio          |
| Card Principale  | Card Principale | Card Principale  | Card Principale | Card Principale   | Card Principale                             | Card Principale | Card Principale | Card Principale |
| ---------------- | --------------- | ---------------- | --------------- | ----------------- | ------------------------------------------- | --------------- | --------------- | --------------- |
|                  | Pesi Massimi    | Frank Mir        | batte           | Todd Duffee       | KO (pugno)                                  | 1               | 1:13            | POTN            |
|                  | Pesi Leggeri    | Tony Ferguson    | batte           | Josh Thomson      | Decisione unanime (30-27, 30-27, 30-26)     | 3               | 5:00            | POTN            |
|                  | Pesi Gallo (F)  | Holly Holm       | batte           | Marion Reneau     | Decisione unanime (30-27, 30-26, 29-28)     | 3               | 5:00            |                 |
|                  | Pesi Gallo      | Manvel Gamburyan | batte           | Scott Jorgensen   | Decisione unanime (30-27, 30-27, 30-27)     | 3               | 5:00            |                 |
|                  | Pesi Leggeri    | Kevin Lee        | batte           | James Moontasri   | Sottomissione (rear-naked choke)            | 1               | 2:56            |                 |
|                  | Pesi Welter     | Alan Jouban      | batte           | Matt Dwyer        | Decisione unanime (29-27, 29-27, 29-27)     | 3               | 5:00            | FOTN            |
| Card Preliminare |                 |                  |                 |                   |                                             |                 |                 |                 |
|                  | Pesi Piuma      | Sam Sicilia      | batte           | Yaontzin Meza     | Decisione unanime (30-27, 29-28, 29-28)     | 3               | 5:00            |                 |
|                  | Pesi Gallo (F)  | Jéssica Andrade  | batte           | Sarah Moras       | Decisione unanime (30-27, 30-27, 30-27)     | 3               | 5:00            |                 |
|                  | Pesi Gallo      | Rani Yahya       | batte           | Masanori Kanehara | Decisione non unanime (29-28, 28-29, 29-28) | 3               | 5:00            |                 |
|                  | Pesi Welter     | Sean Strickland  | batte           | Igor Araujo       | Decisione unanime (30-27, 30-27, 30-26)     | 3               | 5:00            |                 |
|                  | Pesi Medi       | Kevin Casey      | batte           | Ildemar Alcantara | Decisione unanime (30-27, 30-27, 30-27)     | 3               | 5:00            |                 |
|                  | Pesi Welter     | Lyman Good       | batte           | Andrew Craig      | KO (pugni)                                  | 2               | 3:37            |                 |

- Jouban venne penalizzato con la detrazione di 1 punto nel primo round per aver colpito Dwyer al volto con una ginocchiata mentre si trovava al tappeto

## Premi
I lottatori premiati ricevettero un bonus di 50.000 dollari.
Legenda:
- FOTN: Fight of the Night (vengono premiati entrambi gli atleti per il miglior incontro dell'evento)
- POTN: Performance of the Night (viene premiato il vincitore per la migliore performance dell'evento)

## Incontri Annullati
|  | Divisione    |                  |        |              | Motivo                             |
|  | ------------ | ---------------- | ------ | ------------ | ---------------------------------- |
|  | Pesi Leggeri | Bobby Green      | contro | Al Iaquinta  | Bobby subì un infortunio           |
|  | Pesi Welter  | Edgar Garcia     | contro | Andrew Craig | Garcia subì un infortunio          |
|  | Pesi Piuma   | Sam Sicilia      | contro | Doo Ho Choi  | Choi venne rimosso dalla card      |
|  | Pesi Leggeri | Gilbert Melendez | contro | Al Iaquinta  | Melendez venne sospeso per un anno |